# Nieuw Enkhuizen
Nieuw Enkhuizen (NE) is een lokale politieke partij in de gemeente Enkhuizen, provincie Noord-Holland die in november 2001 is opgericht.

## Gemeenteraadsverkiezingen 2002
Na de verkiezingen in 2002 was NE de grootste partij in Enkhuizen en kreeg 3 van de 17 raadszetels. De partij stapte meteen in het college en leverde de wethouder financiën, verkeer en economische zaken.

## Gemeenteraadsverkiezingen 2006
Tijdens de gemeenteraadsverkiezingen van 2006 won NE een zetel en kreeg 4 van de 17 raadszetels. NE was wederom de grootste partij wat betreft het behaalde aantal stemmen. Nieuw Enkhuizen leverde opnieuw een wethouder, met dezelfde portefeuille als de afgelopen raadsperiode. De wethouder is de lijsttrekker van de partij, Jan Franx.